# Тэнкок, Лиам
Лиам Тэ́нкок (англ. Liam Tancock, 7 мая 1985, Эксетер, Англия) — английский пловец, специализируется на дистанциях в 50 и 100 метров на спине. Также выступает в комплексном плавании и плавании кролем. Двукратный чемпион мира на «длинной воде» на дистанции 50 метров и чемпион мира на «короткой воде» на дистанции 100 метров.
Начал свою карьеру в местном плавательном клубе Exeter City Swimming Club, позже стал изучать спортивную науку в университете Лафборо (англ. Loughborough University). 2 апреля 2008 года Тэнкок установил новый мировой рекорд по плаванию на спине, проплыв 50 метров за 24,47 секунды, а 1 августа 2009 года сам побил его, проплыв ту же дистанцию за 24,08 секунды в полуфинале чемпионата мира по водным видам спорта. На следующий день Лиам Тэнкок в третий раз установил мировой рекорд и выиграл золотую медаль с результатом в 24,04 секунды.